# Le Petit-Fougeray

Le Petit-Fougeray este o comună în departamentul Ille-et-Vilaine, Franța. În 1 ianuarie 2022 avea o populație de 886 de locuitori.